# Divostin
Divostin (izvirno srbsko Дивостин) je naselje v Srbiji, ki upravno spada pod mesto Kragujevac; slednje pa je del Šumadijskega upravnega okraja.

## Demografija
V naselju živi 327 polnoletnih prebivalcev, pri čemer je njihova povprečna starost 43,9 let (44,0 pri moških in 43,8 pri ženskah). Naselje ima 121 gospodinjstev, pri čemer je povprečno število članov na gospodinjstvo 3,16.
To naselje je, glede na rezultate popisa iz leta 2002, večinoma srbsko, a v času zadnjih treh popisov je opazno zmanjšanje števila prebivalcev.
|  |

| Demografija | Demografija     | Demografija     |
| Leto        | Št. prebivalcev | Št. prebivalcev |
| ----------- | --------------- | --------------- |
|             |                 |                 |
|             |                 |                 |
|             |                 |                 |
|             |                 |                 |
| 1948        | 475             |                 |
| 1953        | 431             |                 |
| 1961        | 399             |                 |
| 1971        | 365             |                 |
| 1981        | 511             |                 |
| 1991        | 423             | 423             |
| 2002        | 399             | 399             |
|             |                 |                 |

| Etnična sestava po popisu iz leta 2002 | Etnična sestava po popisu iz leta 2002 | Etnična sestava po popisu iz leta 2002 | Etnična sestava po popisu iz leta 2002 | Etnična sestava po popisu iz leta 2002 |
| -------------------------------------- | -------------------------------------- | -------------------------------------- | -------------------------------------- | -------------------------------------- |
| Srbi                                   | Srbi                                   |                                        | 392                                    | 98,24%                                 |
| Črnogorci                              | Črnogorci                              |                                        | 2                                      | 0,50%                                  |
| Ukrajinci                              | Ukrajinci                              |                                        | 1                                      | 0,25%                                  |
| Neznano                                | Neznano                                |                                        | 4                                      | 1,00%                                  |